# Чаттахучі
Чаттахучі — річка на південному сході США у штатах Джорджія, Алабама і Флорида.
Чаттахучі витікає з Чаттахучі Спринг (джерело) в Аппалацьких горах недалеко від кордону трьох штатів: Джорджія, Північна і Південна Кароліна. Тече землями штату Джорджія на південний захід, північно-західніше від міста Атланта, до кордону з Алабамою. Далі тече по межі двох штатів залишаючи зліва місто Коламбас (Джорджія), складаючи південну половину кордону Джорджії і Алабами. У водосховищі Семінол озеро зливається праворуч з річкою Флинт і утворює річку Апалачікола, яка впадає в лиман Апалачікола Мексиканської затоки Атлантичного океану.
Назва Чаттахучі означає «відмічений камінь», що походить від мускогенських (кріки) «чато» (камінь) і «хучі» (відмічений, фарбований), що вказує на різнокольорові гранітні уламки.

## Каскад ГЕС
На річці розташовані ГЕС Buford, ГЕС Морган-Фоллс, ГЕС Вест-Пойнт, мала ГЕС Лангдейл, мала ГЕС Ріверв'ю, ГЕС Бартлетс-Феррі, ГЕС Гоат-Рок, ГЕС Олівер, ГЕС Норт-Хайлендс.